# Andorra CF
Andorra CF is een Spaanse voetbalclub uit Andorra in de regio Aragón. De club werd opgericht in 1957 en het heeft als thuisstadion het Estadio Juan Antonio Endeiza, dat 3.000 plaatsen heeft. Andorra CF speelde in het seizoen 2011-2012 in de Segunda División B Grupo 2 maar degradeerde meteen weer naar de Tercera División. In 2017 degradeerde de club naar de Preferente.